# Ultraleichtfluggelände Gersdorf

i7
i11
i13
Das Ultraleichtfluggelände Gersdorf ist ein Ultraleichtfluggelände im Gebiet des Gemeindeteils Gersdorf des Marktes Nennslingen im Landkreis Weißenburg-Gunzenhausen in Bayern. Der Platzhalter und Betreiber sind die Fliegerfreunde Anlautertal e. V.

## Lage
Das Ultraleichtfluggelände liegt etwa 1,8 km südöstlich von Nennslingen und etwa 1,2 km westlich von Gersdorf.

## Flugbetrieb
Das Ultraleichtfluggelände besitzt eine Betriebsgenehmigung für Ultraleichtflugzeuge. Es ist mit einer 200 m langen und 20 m breiten Start- und Landebahn aus Gras (Richtung 08/26) ausgestattet. Nicht am Platz ansässige Luftfahrzeuge benötigen eine Genehmigung des Platzhalters, um in Gersdorf starten und landen zu dürfen (PPR).

## Geschichte
Das Ultraleichtfluggelände wurde am 10. Februar 2014 vom Luftamt Nordbayern genehmigt. Die Gemeinde Nennslingen und ein Anwohner klagten vor dem Verwaltungsgericht Ansbach gegen die Genehmigung des Ultraleichtfluggeländes unter anderem wegen zu erwartender Lärmimmissionen. Die Klage wurde vom Verwaltungsgericht Ansbach zurückgewiesen. Die Kläger reichten hierauf einen Antrag auf die Zulassung der Berufung gegen dieses Urteil am Bayerischen Verwaltungsgerichtshof ein. Dieser wurde abgelehnt. Damit war die Entscheidung des Verwaltungsgerichts Ansbach rechtskräftig.